# Georges Serullas
Georges Simon Serullas, né le 2 novembre 1774 à Poncin et mort le 25 mai 1832 à Paris, est un professeur de chimie, pharmacien en chef des armées, d'abord dans les campagnes napoléoniennes, puis à l'hôpital d'instruction de Metz de 1816 à 1825 et à l'hôpital du Val-de-Grâce, professeur de chimie au Jardin des plantes, et membre de l'Académie des sciences (élu membre le 28 décembre 1829 - section de chimie).
Il est fait chevalier de la Légion d'honneur avant 1820 puis officier.
Il est, entre autres, le premier à avoir mis en évidence la réaction haloforme. En 1822, il prépare l'iodoforme (ou triiodométhane), précipité jaune à l'odeur un peu safranée caractéristique et utilisé comme antiseptique.
Il est inhumé au cimetière du Père-Lachaise (10e division),.

## Ouvrages
- Observations physico-chimiques sur les alliages du potassium et du sodium avec d’autrs métaux ; propriétés nouvelles de ces alliages servant à expliquer le phénomène de l’inflammation spontanée du pyrophore et la cause des mouvemens du camphre sur l’eau. Antimoine arsenical dans le commerce. Metz, Antoine, septembre 1820.
- Second mémoire sur les alliages du potassium et sur l’existence de l’arsenic dans les préparations antimoniales usitées en médecine. Metz, Antoine, mai 1821.
- Notes sur l’hydriodate de potasse et l’acide hydriodique. Metz, Antoine, 1822.
- Sur l’hydriodure de carbone, nouveau moyen de l’obtenir. Metz, Antoine, 1823.